# Попов, Константин Сергеевич (военный)
Константи́н Серге́евич Попо́в (21 мая [2 июня] 1892; Баку, Российская империя — 24 марта 1962; Монморанси, Франция) — русский офицер, Георгиевский кавалер, военный историк, литератор-мемуарист, общественный деятель.

## Биография
Родился 21 мая (2 июня) 1892 года. Православный. Из мещан города Астрахани. Общее образование получил в Владикавказском реальном училище.
Окончил Тифлисское военное училище по 1-му разряду, из которого вышел в 13-й лейб-гренадерский Эриванский Его Величества полк. Накануне Первой мировой войны был командирован в качестве младшего офицера команды разведчиков Эриванского полка на границу с Персией — на пост Эшакчи Ленкоранского уезда. В сентябре 1914 года вместе с полком прибыл на фронт в составе 2-го Кавказского армейского корпуса и принимал участие в боях этого корпуса в Восточной Пруссии, под Варшавой, на Бзуре и в Галиции. Был тяжело ранен (потерял кисть левой руки), несмотря на ранение продолжал руководить ротой, тем самым удержал вверенный ему боевой участок. После излечения, несмотря на инвалидность, вернулся в полк — на фронт под Сморгонью.
За взятие форта Облычин Попов был награждён Георгиевским оружием. Реляция:

«… за то, что в бою 25 июня 1915 года при атаке ф. Облычин, личным примером довёл до удара в штыки свою роту, при особо трудных условиях и этим способствовал выбитию австрийцев из фольварка».— «Лейб-Эриванцы в Великой войне».
Реляция о награждении орденом Св. Георгия 4 степени:

«Награждается Орденом Св. Георгия 4 степени Подпоручик Константин Попов за то, что 5 июля 1915 года в бою у д. д. Генрикувка-Берестье, несмотря на неоднократные атаки противни-ка, отбил таковые и удержал за собой важный участок позиции, потери которого повлекла бы отход всей дивизии. Будучи тяжело ранен осколком снаряда, коим ему оторвало руку и сильно контужен, остался и строю до конца боя».— «Русский инвалид» от 23 апреля 1917 года за № 94.
В 1916 году назначен курсовым офицером в Тифлисское Михайловское военное училище. В июле 1917 года командовал юнкерским ударным батальоном, сформированным по приказу генерала Л. Г. Корнилову. Восстановил порядок на Проскуровском железнодорожном узле после немецкого прорыва под Тернополем, остановив волну дезертиров на шоссе Гусятин — Проскуров. С уходом генерала Корнилова с поста Главнокомандующего поступил в распоряжение командира 23-го армейского корпуса генерала Промптова на Румынском фронте, где по приказу Временного правительства его ударный батальон был расформирован за «контрреволюцию».
После возвращения в Тифлис Попов отказался служить в Грузинской армии и проживал у своей матери. В декабре 1918 года переехал из Тифлиса в Новороссийск и был зачислен в Добровольческую армию. Участвовал в формировании Гренадерского батальона в Ставрополе, но заболел тифом и прибыл на фронт Кавказской армии генерала П. Н. Врангеля уже под Царицыном, где командовал ротой и батальоном 2-го сводного полка Кавказской Гренадерской дивизии, который вместе с 1-м сводным Гренадерским полком вошёл в состав 6-й дивизии генерала П. К. Писарева. Участвовал во всех боях Кавказской армии между Царицыном и Камышином до октября 1919 года, пока под Дубовкой не был тяжело ранен в ногу. После возвращения в полк чудом спасся в бою у Белой Глины зимой 1920 года, где остатки полка были окружены кавалерией красной армии и погибли.
8 марта 1920 года Попов вновь заболел и был эвакуирован из Новороссийска на остров Кипр. В 1921 году переехал в Белград, а затем переселился во Францию. В 1930—1931 годах выступал в воинских организациях с докладами о Русском общевоинском союзе (РОВС). С февраля 1931 года — секретарь редакции ежемесячной газеты «Русский инвалид», основанной генералом Н. Н. Баратовым. Был вынужден покинуть редакцию и поселился в Осгоре (департамент Ланды), где на ферме занимался садоводством и огородничеством до 1946 года, когда возвратился в Париж. В течение всей жизни в эмиграции оставался сотрудником Зарубежного Союза русских военных инвалидов и Объединения 13-го лейб-гренадерского Эриванского полка. Участник съездов Союза в 1955, 1959—1962 в Исси-ле-Мулино (под Парижем). Член Союза Георгиевских кавалеров, с 1960 года — член Суда чести Союза. В течение многих лет — член Общества любителей русской военной старины. Состоял членом Союза ревнителей памяти императора Николая II. Автор нескольких книг на тему Первой мировой и Гражданской войн. После Второй мировой войны, на вырученные от продажи фермы средства, Попов издал книгу «Лейб-эриванцы в Великой войне». Печатался в газете «Русский инвалид», сотрудничал в журнале «Военная быль».
Скончался 24 марта 1962 года в Доме русских военных инвалидов в Монморанси под Парижем. Похоронен на местном кладбище.

## Связи
- брат Попов Михаил Сергеевич (1897 — 4 августа 1915) — прапорщик, скончался от смертельного ранения в живот во время Первой мировой войны под ст. Влодава.

## Сочинения
- Воспоминания кавказского гренадера, 1914—1920 Архивная копия от 4 октября 2013 на Wayback Machine. — Белград: Русская типография, 1925.
  - Французский перевод: Souvenirs d’un grenadier du Caucase — 1914—1920. — Paris, 1931.
  - Сокращённый немецкий перевод: Erinnerungen eines kaukasischen Grenadiers. — Stuttgart: C. Belser, 1930.
- Г.г. офицеры: очерки. — Париж: Imp. Pascal, 1929.
  - Переиздание: М.: Вече, 2008. — ISBN 978-5-9533-2712-1.
- Храм славы. — Париж: книгоиздательство «Возрождение», 1931.
- Лейб-эриванцы в Великой войне. — 1959.

## Награды
- орден Св. Георгия 4-й степени;
- Георгиевское оружие;
- орден Св. Станислава 2-й степени с мечами;
- орден Св. Станислава 3-й степени с мечами и бантом.